# الدینا اهمیچ
الدینا اهمیچ (انگلیسی: Eldina Ahmić؛ زادهٔ ۲۱ اوت ۱۹۹۴) بازیکن فوتبال اهل سوئد است.
وی همچنین در تیم ملی فوتبال زنان بوسنی و هرزگوین بازی کرده‌است.